# Mail submission agent
Mail submission agent (MSA) je v informatice označení programu, který přijímá elektronickou poštu od e-mailového klienta (MUA, mail user agent). MSA obvykle sám poštu nedoručuje, ale předává ji MTA (mail transfer agent), který zajistí její doručení příjemci. MTA předává MSA elektronickou poštu pomocí zjednodušené varianty SMTP protokolu (Simple Mail Transfer Protocol), kterou popisuje RFC 4409. Naslouchá na tradičním síťovém portu číslo 25 nebo na portu 587. Funkci MSA často vykonává plnohodnotný MTA, ale existují i speciálně navržené MSA, které plně funkční MTA nemohou nahradit.

## Výhody
Oddělení MTA a MSA funkcí vytváří několik výhod:
Protože MSA spolupracuje přímo s MUA odesílatele, může opravit drobné chyby ve formátu zprávy (jako jsou chybějící datum, ID zprávy, položky To:, From: nebo adresu s chybějícím názvem domény) a okamžitě tyto chyby nahlásit odesílateli tak, že jí může opravit ještě před odesláním příjemci. MTA přijímající zprávu z jiné strany nemůže spolehlivě provést tyto typy oprav a všechny chybové zprávy generované takovým MTA dostane odesílatel (pokud vůbec) pouze poté, co již zprávu odeslal.
Pokud MSA naslouchá na portu 587, může se uživatel připojit na svůj domovský MSA odkudkoliv z Internetu. Mnoho poskytovatelů internetového připojení a firemních sítí blokuje připojení ke vzdáleným MTA na portu 25. Umístění na portu 587 tak umožňuje mobilním uživatelům tato omezení obejít. Použití specifického MSA serveru je nutné v případech, kdy jsou pro e-mail vyžadována speciální pravidla, jako je ADSP (Author Domain Signing Practices) nebo SPF (Sender Policy Framework), které zvyšují důvěryhodnost odeslaného e-mailu.
Oddělení funkce MTA a MSA umožňuje jednodušší definici pravidel pro příjem pošty, takže MTA jednoduše přijímá pouze e-maily určené pro lokální doménu. Naproti tomu MSA musí přijímat poštu pro jakéhokoli příjemce na Internetu, ale jen od těch odesílatelů, kteří jsou pro tuto činnost autorizováni (například jménem a heslem). Sloučení obou úloh zjednodušuje spamerům nalézt způsob, jak chybným nastavením MTA rozesílat spam a také ztížit sledování původu zprávy.
MSA i MTA mohou mít různá pravidla pro filtrování spamu. Protože většina MSA vyžaduje ověření ve formě uživatelského jména a hesla, je možné snadno určit původce každé zprávy a činit ho zodpovědným. Proto může MSA filtrování úplně vynechat nebo být mnohem benevolentnější. MTA musí důvěryhodnost přijímané pošty stanovovat na základě heuristické analýzy (např. SpamAssassin), nemůže se spoléhat na to, odkud e-mail přijde. Pokud je však funkce MTA a MSA oddělena, může být důvěryhodnost snadněji stanovena na základě původu e-mailu od konkrétního MSA zodpovědného za odesílání e-mailů z dané domény (viz dříve zmíněné služby ADSP a SPF).

## Protokol

### Povinné ověření
RFC 4409 vyžaduje, aby klienti byli ověřeni a oprávněni pro použití e-mailových služeb, a to pomocí SMTP nebo pomocí jiných prostředků jako je RADIUS, certifikáty s veřejným klíčem nebo (většinou zastaralé) POP before SMTP.

### Vynucování zásad
MSA musí zkontrolovat, že předložená pošta je syntakticky platná a v souladu s příslušnými politikami na webu. RFC 4409 obsahuje některé volitelné funkce:
- Vynucení podávacích práv zaručuje, že adresa odesílatele v obálce e-mailu je platná a schválená (autorizovaná), což je v podstatě v souladu se SPF podle RFC 4408.

- Možnost přidat odesílatele umožňuje přidat do hlavičky e-mailu adresu odesílatele v případě, že adresa v obálce neodpovídá žádné adrese odesílatelů uvedených v položkách From: uvedených v hlavičce. To zhruba odpovídá modelu Sender ID popsaném v RFC 4406 a ignorovat ošidné případy v používání položky Resent-From:, které nejsou v RFC 4409 popsány.